# Ахарісагмарті
Ахарісагмарті (груз. აჭარისაღმართი) — село в Грузії.
За даними перепису населення 2014 року в селі проживає 404 особи.